# 하북초등학교 (양산시)
하북초등학교는 대한민국 경상남도 양산시 하북면 순지리에 있는 공립 초등학교다.

## 학교 연혁
- 1931년 4월 13일 하북공립보통학교(4년제) 개교(3학급 180명)
- 1938년 4월 1일 신평공립심상소학교로 개칭[1]
- 1941년 4월 1일 신평공립국민학교로 개칭[2]
- 1946년 9월 30일 하북국민학교로 교명 변경
- 1996년 3월 1일 하북초등학교로 개칭[3]
- 2001년 1월 31일 후관 4교실 신축
- 2006년 9월 19일 해오름 강당 개관
- 2009년 2월 11일 영어체험센터 개관
- 2009년 12월 1일 글벗누리 도서관 개관
- 2016년 9월 1일 제37대 정혜정 교장 취임
- 2017년 2월 9일 제86회 졸업(46명, 누계 8,395명)

## 학교 상징
- 교화 - 진달래 : 진달래과의 낙엽관목으로 봄을 상징하며 활동적으로 생동하는 하북어린이의 모습을 상징한다.
- 교목 - 단풍나무 : 단풍나무과의 낙엽 활엽 교목으로 가을을 대표하여 정열적이고 노력하는 하북어린이의 모습을 상징한다.

## 참고 자료
- 하북초등학교 - 한국교육학술정보원 학교알리미